# Montembœuf
Montembœuf je francouzská obec v departementu Charente v regionu Poitou-Charentes. V roce 2011 zde žilo 674 obyvatel. Je centrem kantonu Montembœuf.
Obec se nachází asi 370 km jižně od Paříže, 95 km jižně od města Poitiers, 34 km severo-východně od města Angoulême [1].

## Vývoj počtu obyvatel
Počet obyvatel 